# Bătălia de la Gabbard
Bătălia de la Gabbard (numită uneori de englezi și Bătălia de la North Foreland iar în sursele neerlandeze Bătălia de două zile,Tweedaagse Zeeslag sau Bătălia de la Nieuwpoort) din 12-13 iunie 1653 (S.V. 2-3 iunie) a fost bătălia decisivă din Primul Război Anglo-Olandez. A fost prima bătălie care a implicat flotele complete ale ambelor națiuni și s-a încheiat cu o victorie importantă a englezilor, provocându-le neerlandezilor una dintre cele mai grele înfrângeri din istoria lor.

## Context
După victoria englezilor de la Portland au fost deschise negocierile între Cromwell și neerlandezi, dar ambele părți erau pregătite pentru încă o bătălie, care fiecare spera să le ofere avantajul în negocierile pentru pace. Atât Oliver Cromwell cât și liderul politic olandez Johan de Witt erau în favoarea păcii, însă succesul lui Blake de la Portland din februarie a încurajat Parlamentul Trunchiat și succesorul lui, Adunarea Numită, să adopte o atitudine mai beligerantă, în timp ce în Țările de Jos puternica facțiunie oranistă a rămas fundamental opusă negocierilor cu Commonwealth-ul regicid.
La  29 martie/8 aprilie 1653  generalii-pe-mare Robert Blake, Richard Deane și George Monck au emis un nou set de Instrucțiuni de Luptă pentru căpitanii din flotă.  Generalii au conștientizat că lipsa coeziunii dintre escadrele engleze din primele faze ale Bătăliei de la Portland aproape că i-a costat bătălia. Noile instrucțiuni s-au bazat pe ordinele anterioare ale amiralității asupra conduitei flotei în bătălie și includeau un avans semnificativ în tacticile navale prin introducerea escadrei în formație de linie de șir pentru maximizarea eficacității bordeelor și pentru exploatarea superiorității artileriei englezești. Dintre noile amendamente aduse Instrucțiunilor de Luptă, cele mai importante erau:
- 2. La vederea numitei flote vice-amiralul, sau cel care este al doilea la comandă, și escadra sa, ca și contra-amiralul, sau cel care este al treilea la comandă, și escadra sa, trebuie să facă orice manevră posibilă să îl însoțească pe amiral și escadra sa pe fiecare din aripile sale, vice-amiralul pe aripa dreaptă iar contra-amiralul pe aripa stângă,  păstrând o distanță competentă pentru escadra amiralului dacă există spațiu suficient de manevră.

Remarcă: Amendamentul pus în evidență stabilește definitiv poziția celor trei escadre, similar ordinului lui Tromp din iunie 1652.
- 3. Și imediat ce Generalul va considera potrivit pentru angajarea luptei și va efectua un semnal pentru aceasta... atunci fiecare escadră va face tot ce este necesar să angajeze în luptă inamicul din dreptul ei; iar pentru ca toate navele din fiecare escadră să se mențină într-o linie cu comandantul lor în afara cazului în care comandantul escadrei sale ar fi imobilizat sau dizabilitat ... atunci fiecare navă din escadra respectivă va forma o linie cu amiralul sau cu comandantul superior de lângă ele și cel mai aproape de inamic.

Remarcă: Amendamentul pus în evidență indică navelor din fiecare ecadră să lupte în linie. De observat că direcția de atac vine înaintea ordinului de a menține linia, acesta din urmă probabil rezultând din experiența câștigată în Bătălia de la Portland.
- 7. În cazul în care amiralul deține avantajul vântului față de inamic, iar dacă alte nave din flotă se află mai sus în vânt de amiral, atunci la ridicarea unui steag albastru ... fiecare navă în această situație trebuie să se poziționeze înaintea sau înapoi acestuia sub amenințarea celei mai severe pedepse. Dacă amiralul se află sub vânt față de inamic și flota sa sau orice parte din ea se află mai jos sub vânt de el, orice astfel de navă de sub vânt trebuie să vină în line cu amiralul, dacă acesta va ridica un steag ca cel anterior [albastru] și va veni sub vânt, nici o navă aflată sub vânt nu trebuie să vină cu pupa în vânt ci să mențină vântul pentru a veni în siajul lui sau în fața lui.

Remarcă: Acest articol este o adăugare și a fost probabil emis pentru a împiedica navele să rămână în afara luptei, așa cum se obișnuia în ambele tabere în fiecare bătălie precedentă din război datorită lipsei de instrucțiuni clare, sau a abilității, cunoașterii sau a dorinței.
- 8. Dacă amiralul va vrea ca navele sale să întoarcă prin virare sau să câștige vântul față de inamic, atunci va ridica un steag roșu ...

Remarcă: Acest articol este o adăugare.
- 9. Dacă va ridica un steag roșu pe catargul artimon... toate navele amiral trebuie să vină în fața sau în siajul nostru.

Remarcă: Acest articol este o adăugare, și este in principiu similar ordinului modern pentru ghizii de coloane pentru a lua poziție pentru a veni sub vânt.
Între timp, Maarten Tromp și Witte de With au avertizat Statele Generale de slăbiciunea flotei neerlandeze. Flota a fost pregătită din nou și aprovizionată, dar planurile de a construi nave de război mai mari capabile să provoace navele englezești mai puternice, au fost întârziate și nu au fost puse în aplicare. Neerlandezii fiind expulzați din Canalul Mânecii, trebuiau cu orice preț să mențină deschise porturile de la Marea Nordului și, prin urmare, trebuiau să provoace la luptă încă o dată flota engleză, în ciuda faptului că, așa cum a fost dovedit în bătălia predecentă, linia de bătălie aplicată de englezi făcea imposibilă apropierea navelor neerlandeze mai ușoare către inamic. În formație liniară defensivă flota își putea maximiza puterea de foc și să o concentreze asupra inamicului care, dacă avea putere de foc inferioară, putea numai spera să se apropie și să abordeze, deznodământul fiind deja incert. De vreme ce toți neerlandezii au conștientizat că bătălia nu era mai mult decât o acțiune sinucigașă glorificată, moralul era foarte scăzut.

## Preludiul
Mai multe ocazii de a purta bătălia au fost ratate în luna mai. La 15 mai Tromp, De Ruyter și De With au ridicat ancora de la Texel cu o flotă de 80 de nave de război pentru a escorta un convoi  de 200 de corăbii, destinate porturilor franceze și spaniole, prin Marea Nordului până la Insulele Shetland către ruta comercială nordică în jurul Scoției deoarece ruta prin Canal era mult prea periculoasă. Apoi neerlandezii au adus alte corăbii strânse acolo în așteptarea escortei.  
Mai întâi flota engleză sub Monck și Deane a eșuat să îl intercepteze pe Tromp și un convoi pe care acesta îl escorta din Marea Baltică. La întoarcerea din Marea Nordului, flota lui Tromp a fost întărită de încă 16 nave de război sub comanda lui Pieter Floriszoon. Tromp a aflat că o escadră engleză, însoțind un mic convoi adus din Marea Mediterană, se afla în strâmtoarea Dover. A ieșit din nou cu întreaga flotă dar dacă nu a mai găsit convoiul semnalat nici în ancorajul de la Downs, intrat aproape complet în Tamisa, a aflat în schimb că flota engleză stătuse timp de câteva zile la coasta neerlandeză și se îndreptase apoi spre nord. Flota neerlandeză combinată sub comanda lui Tromp, De Ruyter, De With, Jan Evertsen și Floriszoon a încercat să prindă flota engleză la Downs (24 mai), în încercarea de a repeta operațiunea reușită împotriva spaniolilor în 1639, doar ca să afle că Downs și rada de la Dover erau goale și că englezii erau deja pe mare. Tromp a fost îndepărtat de la Dover de către un bombardament al castelului și a traversat pe coasta Flandrei, unde a primit vești că flota engleză fusese văzută la Nieuwpoort.
Monck și Deane au ieșit pe mare cu flota engleză de la începutul lunii mai. Ei l-au căutat pe Tromp pe coasta Zeelandei apoi s-au întors în apropiere de Yarmouth pentru a primi întăriri. Blake, deși încă suferind de pe urma rănii de la picior primită în Bătălia de la Portland, asamblase o escadră de 18 nave în estuarul Tamisei și se afla la ancorajul de la Gunfleet la Sud de Harwich.
Marți, 10 iunie, neerlandezii au ancorat la 4 mile marine nord-est de North Foreland. Ultimele informații ale lui Tromp erau că flota engleză fusese la Texel și cu 2 zile înainte a fost văzută pe coasta neerlandeză spre sud și îndreptându-se spre vest. În aceiași zi englezii au ancorat la Southwold Bay lângă Dunwich. Ultimele informații ale generalilor erau că flota neerlandeză fusese cu o noapte înainte la Long Sand Head, ceea ce era incorect. Cele două ancoraje se aflau la aproape 60 de mile marine depărtare.
Miercuri, 11 iunie englezii se aflau de fapt mai spre nord, la Great Yarmouth. Pe la 6 sau 7 dimineața, ambele flote au ridicat ancora. Neerlandezii au trecut prin apropiere de North Foreland și apoi au înaintat spre nord-est-est și est-nord-est cu o briză puternică dinspre nord-vest până când spre seară au virat lângă bancurile de nisip (probabil bancul Hinder) și au rămas în direcția vest-nord-vest în timpul nopții. Tromp a petrecut noaptea de 11 spre 12 iunie ancorat la o distanță similară la nord-est de North Foreland, ceea ce îl plasa chiar la câteva mile spre sud de englezi. Englezii au virat spre sud și au ancorat în șenalul navigabil. În jurul după-amiezii fregatele de cercetare dinaintea flotei principale au zărit flota neerlandeză lângă bancul Gabbard mai jos sub vânt de ei. Cele două flote se aflau cam la 12 mile depărtare (conform rapoartelor cercetașilor englezi). Englezii s-au îndreptat spre neerlandezi dar înaintarea era înceată deoarece vântul era slab și vizibilitatea redusă. Odată cu refluxul de seară englezii au ancorat la 2 mile în afara Bancului de nisip Gabbard (la 17 mile sud-est de Orford), de pe coasta Suffolk-ului. Tromp nu avea nici un convoi de escortat și noua bătălie părea să fie de acum hotărâtoare. 
În dimineața de joi, 12 iunie, imediat cum a început să se lumineze (pe la orele 4:00), când cele două flote au realizat contactul vizual, neerlandezii navigau spre sud-sud-vest și se afla mai jos sub vânt de englezi la 6 mile sud-vest, îndepărtându-se de aceștia cu un vânt dinspre nord-est. Englezii au ridicat imediat ancora și s-au îndreptat spre neerlandezi, care s-au apropiat de oponenții lor la babord, păstrând vântul. Escadrele neerlandeze avânt vântul erau probabil dispuse una în spatele celeilalte, cu De Ruyter deschizând calea. Englezii coborau în trei escadre dispuse în paralel, Escadra Roșie fiind în centru, Albă la tribord iar Albastră la babord, cu divizia lui Jordan pe aripa exterioară.
Flota engleză consta în 99 nave de război și 5 nave incendiare. Era organizată conform în cele trei escadre acum reglementate, cu generalii-pe-mare Richard Deane și George Monck la bordul lui Resolution (88 tunuri) comandând Escadra Roșie în centru, John Lawson pe George (58 tunuri) comandând Escadra Albastră în ariergardă și William Penn pe James (66 tunuri) cu Escadra Albă în avangardă. Fiecare escadră era împărțită mai departe în câte trei divizii. Generalii sperau ca escadra lui Blake să sosească la timp pentru a întări flota înainte de începutul luptei, dar vântul a rămas slab și avansul lui Blake de la ancorajul de la Gunfleet a rămas încet.
Ca și în trecut, numărul de nave mari engleze cu peste 50 de tunuri era simțitor superior celor din flota neerlandeză ale cărei construcții noi se aflau încă în șantiere (13 contra 2). Ținând cont că navele englezești erau în general mai mari și mai bine înarmate decât navele neerlandeze echivalente, englezii aveau un avantaj substanțial. Ei beneficiau de asemenea și de noile Instrucțiuni pentru Ordonarea mai bună a Flotei în Luptă din martie 1653, un set de instrucțiuni de luptă alcătuite de către Monck, Blake și Deane. Aceste instrucțiuni includeau prima versiune a liniei de bătălie care în curând va domina arta războiului naval. Deși neerlandezii, și Tromp în particular, se pare fuseseră responsabili de prima folosire a unui fel de astfel de formație, ei erau încă înclinați să spargă linia și să abordeze navele inamice avariate. La Gabbard englezii și-au păstrat disciplina pentru mult mai mult timp. La această dată linia de bătălie nu includea navele individuale - erau pur și simplu prea multe nave implicate într-o bătălie majoră pentru a face acest lucru posibil, în schimb se observă că flota este împărțită în subdiviziuni mai mici, care se aflau într-o linie de divizii.
Flota neerlandeză avea 98 de nave de război și 6 nave incendiare. Era organizată în cinci escadre, fiecare sub comanda unuia dintre amiralii de frunte: locotenentul-amiral Maarten Tromp pe Brederode (54 tunuri), vice-admiralul Jan Evertsen pe Vlissingen (40 tunuri), vice-admiralul Witte de With pe Vrijheid (44 tunuri), comandorul Michiel de Ruyter pe Witte Lam (40 tunuri) și vice-admiralul temporar Pieter Floriszoon pe Monnikendam (38 tunuri). Fiecare amiral avea propriul vice-amiral și contra-amiral, ceea ce sugera împărțirea escadrelor în câte trei divizii. Starea navelor neerlandeze era proastă. Multe nave aveau echipaje slab pregătite iar avariile din bătălia precedentă fuseseră adesea reparate prin baterea în cuie: multe căptușeli și traverse nu au fost înlocuite cu părți noi iar bucățile vechi au fost bătute la loc în cuie.

## Desfășurarea bătăliei

### Prima zi
Deoarece vântul sufla slab, navele din fiecare escadră a ambelor flote nu puteau fi într-o formație exactă. Tromp a aștepat sub vânt într-o formație oblică, de aparentă îndepărtare, atacul escadrei engleze din cap spre a o atrage departe de restul flotei. Între ora 11:00 și amiază Escadra albastră engleză, urmată apoi de Escadra Roșie și de cea Albă, a început să vireze în vânt la babord, probabil la o lovitură de tun depărtare de Kentish Knock, mai sus în vânt față de neerlandezi dar nu în același timp. Fără îndoială că fiecare navă a virat independent și a venit în linie cu comandantul de escadră, în concordanță cu Instrucțiunile de Luptă emise în martie 1653. Este posibil ca escadrele neerlandeze să fi fost într-o formație oarecum similară, cu cele cinci escadre în ordinea: De Ruyter în frunte, urmat de Evertsen, Tromp la mijloc, Florissen, iar apoi De With în ariergardă.
Bătălia a început cam la 12 mile depărtare de North Foreland de pe coasta Kent-ului. În concordanță cu noile Instrucțiuni de Luptă, escadrele flotei engleze au navigat în formație liniară, cu ordinul ca nici o navă inamică să nu fie abordată până nu va fi schilodită de focul tunurilor. Vântul a continuat să sufle slab până pe la ora 11:00 când navele engleze au ajuns cu raza tunurilor lângă neerlandezi. Cele două flote au deschis focul una asupra celeilalte într-un duel de artilerie care a durat câteva ore (de la distanță, conform jurnalului lui Jordan, sau de la mai puțin de o lovitură de tun, potrivit lui Tromp). La începutul bătăliei Deane a fost lovit de o pereche de ghiulele înlănțuite neerlandeze și a fost ucis pe loc. Mergând pe lângă el pe puntea de comandă de pe Resolution, Monck i-a acoperit rămășițele cu o manta pentru a evita descurajarea marinarilor.
Navele neerlandeze mai ușoare se aflau în dezavantaj în timpul canonadei. O navă din escadra lui De Ruyter (al cărui nume este necunoscut) a fost scufundată de către salve. Aflat în fruntea primei escadre, De Ruyter a încercat să depășească escadra lui Lawson din avangardă în încercarea de a trece peste prova sa pentru a bombarda lateral nava acestuia, George, înainte de a se apropria pentru abordaj, dar vântul a rămas prea slab. 
În jurul orei 15:00 vântul s-a împrospătat puțin. Cursul lui Lawson a început să conveargă cu cel al lui De Ruyter.  În același timp Tromp cu următoarea scadră neerlandeză a virat spre nord pe Brederode către o gaură care s-a deschis între escadra albastră a lui Lawson și cea roșie a lui Monck. Alte nave din escadra lui Tromp au fost virate cu ajutorul șalupelor pentru a coborî asupra liniei engleze.  Avânt avantajul vântului, Lawson a izbutit să străpungă linia neerlandeză cu vasele de război ușoare (numite generic de englezi fregate).
Prinse între escadra lui De Ruyter și cea a lui Tromp, navele lui Lawson au fost supuse unui atac greu. Cu toate acestea, avantajul neerlandez s-a dovedit vremelnic în fața puterii de foc superioare a englezilor. Escadrele lui Monck și lui Penn au venit în ajutorul lui Lawson. Ambele flote au angajat lupta de-a lungul întregii linii de la scurtă distanță. Tromp a abordat nava amiral a lui Penn, James, dar a fost respins. La rândul lui, Penn a abordat pe Brederode iar oamenii săi au fost înlăturați doar atunci când neerlandezii au bombardat propria punte. Pe la ora 18:00, flota neerlandeză afectată de luptă (a pierdut 3 nave) s-a îndepărtat cu ajutorul vântului, urmărită de englezi. Urmărirea a continuat către Dunkerque până la înserare, neerlandezii pierzând o altă navă într-o explozie (camera cu pulberea a fost aprinsă de o ghiulea pe Gelderland a căpitanului Cornelis van Velsen, doar 5 oameni salvându-se). Tot în acea seară nava neerlandeză Stad Groeningen en Ommelanden (38 tunuri) s-a scufundat cu căpitanul ei Joost Bulter și vreo 30 dintre oamenii săi, restul fiind salvați de căpitanul Willem van der Zaan, a cărui corabie se afla în apropiere.
Blake, aflat pe uscat în spital, a auzit lovitzurile de tun. Deși nevindecat a părăsit patul și în timpul nopții a raliat flota engleză cu încă 18 nave. Neerlandezii rămâneau fără muniție și erau extrem de descurajați de către puterea de foc superioară a navelor engleze. Noaptea a rămas calmă doar cu adieri sporadice, iar spre răsăritul soarelui a început să sufle o briză ușoară dinspre sud-vest, găsind cele două flote la o milă depărtare, englezii spre vest-nord-vest în vânt iar neerlandezii sub vânt de ei, spre sud, păstrând distanța dar urmăriți de englezi. Nu se cunoaște ordinea sau formația fiecărei flote, dar probabil că navele erau împrăștiate fără nici o formație în cadrul escadrelor.

### A doua zi
În dimineața de vineri, 13 iunie, neerlandezii au prins vântul dinspre sud-vest și s-au îndreptat spre sud-est, cu englezii urmărindu-i de la o milă distanță. După ce a ținut un consiliu de război pe Brederode în care era constatată din nou lipsa de muniție din flota neerlandeză, Tromp s-a îndreptat spre ancorajul de la Wielingen, nădăjduind să reia lupta după reaprovizionare, dar urmărit îndreaproape de către flota engleză care forța încă un atac, deși nici ea nu mai avea prea multă muniție. Având avantajul vântului, englezii au deschis focul încă de departe, încercând să-i taie retragerea. Pe la ora 10:00, când mai erau doar 4 mile pană la coasta flamandă, neerlandezii au întors bordul în vânt încercând să îi depășească pe englezi spre est-nord-est, însă nu au reușit. Conștient că navele sale erau foarte avariate și că aproape au rămas fără praf de foc, dar cu toate acestea, Tromp a decis să încerce din nou să atace, într-o încercare disperată de a provoca englezilor atât de multe avarii încât să îi facă să abandoneze blocada coastei neerlandeze. 
Dar atacul a recurs foarte prost, englezii coborând cu vântul și atacând. Pe la ora 11:00, pe când flotele se aflau în dreptul Ostend-ului (sau la 4 mile nord-vest de Dunkerque) și înainte ca neerlandezii să se aproprie îndeajuns de englezi, vântul a căzut, lăsând navele neerlandeze la mila tunurilor engleze mai grele, aflate la o distanță optimă. Canonada englezilor a durat în jur de 4 ore. Nava neerlandeză Graaf Willem (40 tunuri) și-a pierdut cârma și, nemaiputând manevra, a ajuns în mijlocul inamicului care a capturat-o după o rezistență dârză. 
Spre seară, pe la ora 16:00, când vântul a revenit dinspre sud-vest englezii au rupt formația pentru a-i urmări pe neerlandezi, care au pornit pe fugă spre est-nord-est. Tromp a fost atacat de o duzină de inamici. De With și De Ruyter abia au reușit să îl despresoare. Dar o luptă coordonată nu mai era posibilă. Tromp s-a străduit să mențină coeziunea navelor sale dar bătălia a degenerat într-o debandadă.  “Navele s-au îngrămădit unele peste altele, comandanții navelor incendiare și-au scufundat sau au dat foc acestora, salvându-se în șalupe; multe vase neerlandeze au fugit, deși Tromp a pus să se tragă asupra lor.“  Mai multe navele neerlandeze s-au ciocnit în disperarea de a scăpa. Cele mai avariate nave au căzut în mâinile englezilor iar restul au încercat să se salveze căutând refugiul tradițional al apelor mai mici și a bancurilor de nisip de pe coasta flamandă, unde navele engleze mai mari nu au riscat să îi urmărească. Nava Westergo (28 tunuri) a lui Tijmen Claessen a capitulat fără luptă atunci când englezii s-au apropiat de ea. Nava incendiară comandată de Jacob Adriaenszoon a fost aprinsă fără scop și lăsată în derivă. Nava incendiară a lui Jacob Dircksz Stros a fost abandonată și capturată de englezi, după ce echipajul neerlandez a fugit pretextând că primise lovituri în opera vie. Pe la ora 19:00 nava neerlandeză Stad Medemblik (30 tunuri) a căpitanului Schellinger, care își pierduse arboretul mare în prima zi și era tractată de altă corabie, s-a desprins de remorca sa și după ce mare parte din echipaj s-a salvat a derivat între navele englezești, care i-au dat foc. Memorabil este incidentul cauzat la scurt apoi de iahtul Prins Willem care a cauzat coliziunea a patru corăbii; iahtul a reușit să se desprindă și să se salveze, dar celelalte trei, Sint Mattheus 42 tunuri, Vergulde Halve Maen 32 tunuri și Vergulde Zon 28 tunuri, au fost capturate.
Flota engleză a ancorat în fața nisipurilor de la Ostend pe la ora 22:00. Neerlandezii au ancorat pe la miezul nopții în apropierea aceluiași loc, apoi s-au retras spre mai multe ancoraje de pe coasta neerlandeză: aproximativ două treimi la Vlissingen, cu Tromp alături, iar cealaltă treime la Texel, sub comanda lui De With, câteva nave îndreptându-se spre Goeree.

## Urmările
Generalul George Monck, apreciind importanța formației și a manevrelor (el însuși fiind un strălucit ofițer al armatei de uscat), a decis să aplice tacticile liniare împotriva neerlandezilor cu începere din această bătălie pentru a contracara preferința neerlandezilor de a ataca la mică distanță și de a aborda, tactici în care erau foarte experimentați și efectivi (după cum s-a văzut în bătăliile precedente de nenumărate ori). Când englezii au adoptat linia, neerlandezii au fost nevoiți să lupte și ei într-o linie informală de bătălie, dar navele lor ușor construite și cu tunuri mici au suferit teribil sub focul numeroaselor culverine (18 livre) și demitunuri (32 livre) ale englezilor. Cu excepția navei amiral, Brederode, dotată cu multe tunuri de calibru mare, doar vreo cinci alte nave neerlandeze aveau câteva tunuri mai grele (24 sau 36 livre).
Până la sfârșitul bătăliei englezii au capturat 11 nave de război, au scufundat 6 și au văzut 2 arse sau explodate. Printre cele 17 nave pierdute se aflau 3 nave incendiare, care au fost epuizate în mod intenționat. Au fost luați prizonieri 1.350 de oameni, printre care 6 căpitani de vas. Nu s-a înregistrat câți oameni au pierdut neerlandezii. Din punct de vedere tactic, aceasta a fost cea mai grea înfrângere din istoria navală neerlandeză cu excepția celei din Bătălia de la Lowestoft; din punct de vedere strategic înfrângerea amenința să fie dezastruoasă. Deoarece flota a fost învinsă în mare parte în timpul retragerii, mulți căpitani au fost aduși în fața curții marțiale, inclusiv câțiva cu funcții de comandă, precum Jacob Cleydeyck, unchiul viitorului amiral Philips van Almonde. Cele mai grave cazuri au fost deja judecate de Tromp pe mare la 18 iunie: locotenentul de Jager și căpitanii Pascaert și Naeuoogh au trebuit să asculte legați cu lanțuri de gât cum sunt retrogradați permanent și demiși din funcție în mod dezonorabil iar plățile lor trebuiau să le returneze, în timp ce De With a adăugat că sunt norocoși: el însuși i-ar fi spânzurat imediat. 
Englezii nu au pierdut nici o navă, deși au suferit 126 de morți și 236 de răniți. Au fost trimise în port pentru reparații 12 nave avariate. Moartea Generalului Deane a fost o lovitură grea pentru Parlament. Blake încă mai suferea de pe urma rănii de la picior și a fost readus pe uscat la Solebay pentru recuperare, lăsându-l pe Monck singurul general-pe-mare activ. Victoria englezilor păstra controlul asupra Canalului Englez, recâștigat de Blake la Portland, și se extindea asupra Mării Nordului. După bătălie, Monck a trimis în porturi navele capturate și propriile nave avariate, apoi a blocat porturile neerlandeze și întreaga coastă, englezii capturând multe nave comerciale și afectând devastator economia neerlandeză. Comerțul de peste mări al neerlandezilor a fost stopat în întregime și unele orașe costiere au ajuns să fie amenințate de foamete.  “De ce să nu vorbesc pe față?“ avea să declare Johan de Witt în parlamentul Statelor Generale. “Englezii au devenit de acum stăpânii de necontestat ai mării.” Negocierile pentru pace au fost reluate, dar încă o dată neerlandezii au preferat să mai poarte o bătălie în încercarea de a restaura situația. Doar după ce și Bătălia de la Scheveningen s-a încheiat cu o înfrângere, războiului i-a fost pus capăt.

## Flota engleză
117 nave de război și 4 nave incendiare cu 4.066 tunuri și 17.639 oameni (totaluri pentru cele 106 nave cunoscute) : 91 nave de război și 4 nave incendiare sunt organizate în escadre și divizii, fiecare navă având repartizarea cunoscută în fiecare divizie (dar nu și ordinea în linia de bătaie); la 10 iunie s-au alăturat încă 2 nave de război (Unicorn și Portland) și 6 nave comerciale armate cu nume necunoscute, toate aceste 8 nave luând poziții necunoscute în cadrul dispozitivului flotei; în a doua zi a bătăliei, la 13 iunie, sosește escadra cu întăriri a lui Robert Blake, alcătuită din 18 nave de război,dintre care se cunosc numele a 13 (Escadrele Roșie, Albastră și Albă și diviziile lor sunt în ordinea de bătaie, dar probabil că nu și navele din compoziția lor) 
| ESCADRA ALBASTRĂ (John Lawson) (navele nu sunt în linia de bătaie) 31 nave de război și o navă incendiară cu 1.167 tunuri și 5.065 oameni | ESCADRA ALBASTRĂ (John Lawson) (navele nu sunt în linia de bătaie) 31 nave de război și o navă incendiară cu 1.167 tunuri și 5.065 oameni | ESCADRA ALBASTRĂ (John Lawson) (navele nu sunt în linia de bătaie) 31 nave de război și o navă incendiară cu 1.167 tunuri și 5.065 oameni | ESCADRA ALBASTRĂ (John Lawson) (navele nu sunt în linia de bătaie) 31 nave de război și o navă incendiară cu 1.167 tunuri și 5.065 oameni | ESCADRA ALBASTRĂ (John Lawson) (navele nu sunt în linia de bătaie) 31 nave de război și o navă incendiară cu 1.167 tunuri și 5.065 oameni |
| --- | --- | --- | --- | --- |
| Rang | Navă | Tunuri | Echipaj | Căpitan |
| Avangarda (Joseph Jordan) | | | | |
| 2 | Vanguard | 56 | 390 | Vice-amiralul Joseph Jordan (1603-1685)                                                                                                   |
| 4 | Entrance | 43 | 200 | Richard Newberry |
| 4 | Dragon | 38 | 260 | John Seaman |
| 4 | Convert | 32 | 120 | Philip Gethings (navă capturată) |
| 4 | Paul | 38 | 120 | Anthony Spatchurst (navă capturată) |
| 4 | Gift | 34 | 130 | Thomas Salmon (navă capturată) |
| 4 | Crescent frigate | 30 | 115 | Thomas Thorowgood (navă comercială armată)                                                                                                |
| 4 | Samuel Talbot | 30 | 110 | Joseph Ames (navă comercială armată) |
| 4 | Benjamin | 32 | 120 | Robert Sparks (navă comercială armată) |
| 4 | King Fernando | 36 | 140 | Richard Paine (navă comercială armată) |
| 4 | Roebuck | 30 | 100 | Henry Fenn (navă comercială armată) |
| Centrul (John Lawson) | | | | |
| 2 | George | 58 | 350 | Amiralul John Lawson (1615-1665) |
| 3 | Kentish | 50 | 180 | James Reynolds (fregată) |
| 4 | Great President | 40 | 180 | John Reeve |
| 4 | Nonsuch | 40 | 170 | Thomas Penrose (fregată) |
| 4 | Success | 38 | 150 | William Kendall |
| 4 | Welcome | 40 | 200 | John Harman |
| 4 | Oak | 32 | 120 | John Edwin (navă capturată) |
| 4 | Brazil frigate | 30 | 120 | Thomas Heath (navă comercială armată) |
| 4 | Eastland Merchant | 32 | 130 | John Walters (navă comercială armată) |
| 4 | Adventure | 38 | 160 | Edward Greene (navă comercială armată) |
| 4 | Samaritan | 30 | 120 | Shadrach Blake (navă comercială armată)                                                                                                   |
| | Hunter | 10 | 30 | John Bowrey (navă incendiară) |
| Ariergarda (William Goodson) | | | | |
| 2 | Rainbow | 58 | 300 | Contra-amiralul William Goodson (1610-1680)                                                                                               |
| 3 | Convertine | 44 | 210 | Anthony Joyne (fregată) |
| 4 | Amity | 36 | 150 | Henry Packe (fregată) |
| 4 | Dolphin | 30 | 120 | Robert Davis (fregată) |
| 4 | Arms of Holland | 34 | 120 | Francis Mardrick (navă capturată) |
| 4 | Jonathan | 30 | 110 | Robert Graves (navă comercială armată) |
| 4 | Dragoneer | 32 | 110 | Edward Smith (navă comercială armată) |
| 4 | William & John | 36 | 120 | Nathaniel Jesson (navă comercială armată)                                                                                                 |
| 4 | Blossom | 30 | 110 | Nathaniel Cock (navă capturată) |

| ESCADRA ROȘIE (Richard Deane și George Monck) (navele nu sunt în linia de bătaie) 30 nave de război și 2 nave incendiare cu 1.264 tunuri și 5.509 oameni | ESCADRA ROȘIE (Richard Deane și George Monck) (navele nu sunt în linia de bătaie) 30 nave de război și 2 nave incendiare cu 1.264 tunuri și 5.509 oameni | ESCADRA ROȘIE (Richard Deane și George Monck) (navele nu sunt în linia de bătaie) 30 nave de război și 2 nave incendiare cu 1.264 tunuri și 5.509 oameni | ESCADRA ROȘIE (Richard Deane și George Monck) (navele nu sunt în linia de bătaie) 30 nave de război și 2 nave incendiare cu 1.264 tunuri și 5.509 oameni | ESCADRA ROȘIE (Richard Deane și George Monck) (navele nu sunt în linia de bătaie) 30 nave de război și 2 nave incendiare cu 1.264 tunuri și 5.509 oameni |
| --- | --- | --- | --- | --- |
| Rang | Navă | Tunuri | Echipaj | Căpitan |
| Avangarda (James Peacock) | | | | |
| 2 | Triumph | 62 | 350 | Vice-amiralul James Peacock (?-1653) |
| 3 | Laurel | 48 | 200 | John Stokes (fregată) |
| 4 | Adventure | 40 | 160 | Robert Nixon (fregată) |
| 4 | Providence | 33 | 140 | John Pearce (fregată) |
| 4 | Bear | 46 | 200 | Francis Kirby (navă capturată) |
| 4 | Heartsease | 36 | 150 | Thomas Wright (navă capturată) |
| 4 | Hound | 36 | 120 | Jonah Hide (navă capturată) |
| 4 | Ann & Joyce | 34 | 119 | William Pile (navă comercială armată) |
| 4 | London | 40 | 200 | Arthur Browne (navă comercială armată) |
| 4 | Hannibal | 44 | 180 | William Haddock (navă comercială armată) |
| 4 | Mary prize | 37 | 120 | Henry Maddison (navă capturată) |
| 4 | Thomas & William | 36 | 140 | John Jefferson (navă comercială armată) |
| Centrul (Richard Deane & George Monck) | | | | |
| 1 | Resolution | 88 | 550 | Generalii-pe-mare Richard Deane (1610-1653†) și George Monck (1608-1670) căpitan John Bourne                                                             |
| 3 | Worcester | 50 | 220 | George Dakins (fregată) |
| 4 | Diamond | 42 | 180 | William Hill (fregată) |
| 4 | Sapphire | 38 | 140 | Nicholas Heaton (fregată) |
| 4 | Marmaduke | 42 | 160 | Edward Blagg |
| 4 | Pelican | 40 | 180 | Peter Mootham |
| 5 | Mermaid | 26 | 100 | John King |
| 4 | Golden Fleece | 44 | 180 | Nicholas Forster (navă comercială armată) |
| 4 | Loyalty | 34 | 150 | John Limbry (navă comercială armată) |
| 4 | Society | 44 | 140 | Nicholas Lucas (navă comercială armată) |
| 4 | Malaga Merchant | 36 | 140 | Henry Collins (navă comercială armată) |
| 6 | Martin | 14 | 90 | John Jefferson (navă comercială armată) |
| | Fortune | 10 | 30 | Humphrey Morris (navă incendiară) |
| | Renown | 10 | 30 | James Salmon (navă incendiară) |
| Ariergarda (Samuel Howett) | | | | |
| 2 | Speaker | 56 | 300 | Contra-amiralul Samuel Howett (?-1654) (fregată) |
| 4 | Sussex | 46 | 180 | Roger Cuttance (fregată) |
| 4 | Guinea | 34 | 150 | Edmund Curtis (fregată) |
| 4 | Tiger | 40 | 170 | Gabriel Saunders (fregată) |
| 4 | Violet | 40 | 180 | Henry Southwood |
| 4 | Sophia | 38 | 160 | Rowland Bevan (navă capturată) |

| ESCADRA ALBĂ (William Penn) (navele nu sunt în linia de bătaie) 30 nave de război și 1 navă incendiară cu 1.119 tunuri și 4.775 oameni | ESCADRA ALBĂ (William Penn) (navele nu sunt în linia de bătaie) 30 nave de război și 1 navă incendiară cu 1.119 tunuri și 4.775 oameni | ESCADRA ALBĂ (William Penn) (navele nu sunt în linia de bătaie) 30 nave de război și 1 navă incendiară cu 1.119 tunuri și 4.775 oameni | ESCADRA ALBĂ (William Penn) (navele nu sunt în linia de bătaie) 30 nave de război și 1 navă incendiară cu 1.119 tunuri și 4.775 oameni | ESCADRA ALBĂ (William Penn) (navele nu sunt în linia de bătaie) 30 nave de război și 1 navă incendiară cu 1.119 tunuri și 4.775 oameni |
| --- | --- | --- | --- | --- |
| Rang | Navă | Tunuri | Echipaj | Căpitan |
| Avangarda (Lionel Lane) | | | | |
| 2 | Victory | 60 | 300 | Vice-amiralul Lionel Lane (1617-1654)                                                                                                  |
| 4 | Centurion | 42 | 200 | Walter Wood (fregată) |
| 4 | Expedition | 32 | 120 | Thomas Vallis (fregată) |
| 4 | Gillyflower | 32 | 120 | John Hayward (navă capturată) |
| 4 | Middelburg | 32 | 120 | Thomas Whiting (navă capturată) |
| 4 | Raven | 38 | 140 | Robert Taylor (navă capturată) |
| 4 | Globe | 30 | 110 | Robert Coleman (navă comercială armată)                                                                                                |
| 5 | Prudent Mary | 28 | 100 | John Taylor (navă comercială armată)                                                                                                   |
| 4 | Thomas & Lucy | 34 | 125 | Andrew Rand (navă comercială armată)                                                                                                   |
| Centrul (William Penn) | | | | |
| 2 | James | 66 | 360 | Amiralul William Penn (1621-1670) |
| 3 | Lion | 50 | 220 | John Lambert |
| 4 | Ruby | 42 | 180 | Robert Saunders (fregată) |
| 4 | Assistance | 40 | 180 | William Crispin (fregată) |
| 4 | Foresight | 42 | 180 | Richard Stayner (fregată) |
| 4 | Ann Piercy | 33 | 120 | Thomas Hare (navă comercială armată)                                                                                                   |
| 4 | Peter | 32 | 100 | John Littleton |
| 4 | Exchange | 30 | 100 | Henry Teddiman (navă comercială armată)                                                                                                |
| 5 | Merlin | 12 | 90 | George Crapnell (navă capturată) |
| 4 | Richard & Martha | 46 | 180 | Eustace Smith (navă comercială armată)                                                                                                 |
| 4 | Sarah | 34 | 140 | Francis Steward (navă comercială armată)                                                                                               |
| 4 | Lisbon Merchant | 38 | 140 | Simon Bailey (navă comercială armată)                                                                                                  |
| | Falcon | 10 | 30 | Tuttle (navă incendiară) |
| Ariergarda (Thomas Graves) | | | | |
| 2 | Andrew | 56 | 360 | Contra-amiralul Thomas Graves (?-1653)                                                                                                 |
| 4 | Assurance | 36 | 160 | Phillip Holland (fregată) |
| 4 | Crown | 36 | 160 | Thomas Thompson (navă capturată) |
| 5 | Dutchess | 24 | 90 | Richard Suffild (navă capturată) |
| 4 | Princess Maria | 38 | 170 | Saite Hanley (navă capturată) |
| 4 | Waterhound | 30 | 120 | Giles Shelly (navă capturată) |
| 4 | Pearl | 26 | 100 | James Cadman (navă capturată) |
| 4 | Reformation | 40 | 160 | Anthony Earning (navă comercială armată)                                                                                               |
| 4 | Industry | 30 | 100 | Benjamin Salmon (navă comercială armată)                                                                                               |

| Întăriri | Întăriri       | Întăriri | Întăriri | Întăriri                                                              |
| --- | -------------- | -------- | -------- | --------------------------------------------------------------------- |
| Rang | Navă           | Tunuri   | Echipaj  | Căpitan                                                               |
| Întăriri sosite la 10 iunie (nu se știe în ce escadre și divizii au fost distribuite, echipajele sunt cotele oficiale valide la acea vreme) 2 nave de război și 6 nave comerciale armate |                |          |          |                                                                       |
| 3 | Unicorn        | 50       | 250      | Peter Strong                                                          |
| 4 | Portland       | 42       | 180      | William Rause                                                         |
| Întăriri sosite la 13 iunie (Robert Blake (navele nu au o ordine precisă, echipajele sunt cotele oficiale valide la acea vreme) 18 nave din care se cunosc numele a 13                   |                |          |          |                                                                       |
| 3 | Essex          | 48       | 250      | Generalul-pe-mare Robert Blake (1599-1657) căpitanul William Brandley |
| 4 | Hampshire      | 40       | 180      | Robert Blake Junior                                                   |
| 4 | William        | 40       | 180      | John Taylor (navă comercială armată)                                  |
| 4 | Culpepper      | 30       | 120      | Thomas Cheney (navă comercială armată)                                |
| 4 | Phoenix        | 34       | 150      | Henry Eaden (navă comercială armată)                                  |
| 4 | Stork          | 36       | 180      | Roger Harman                                                          |
| 4 | Hopeful Luke   | 34       | 120      | Thomas Petty (navă comercială armată)                                 |
| 4 | Employment     | 34       | 120      | John Cox (navă comercială armată)                                     |
| 4 | Prosperous     | 42       | 180      | Jeffrey Dare (navă comercială armată)                                 |
| 4 | John & Abigail | 32       | 120      | ? (navă comercială armată)                                            |
| 5 | Eagle          | 22       | 110      | Anthony Young (navă comercială armată)                                |
| 5 | Swan           | 22       | 80       | Thomas Wilkes                                                         |
| 5 | Tenth Whelp    | 20       | 60       | David Dove                                                            |

## Flota neerlandeză
105 nave de război plus 2 nave de război care s-au alăturat flotei în timpul bătăliei, 8 nave incendiare, 1 iaht cu 3.255 tunuri și 12.384 oameni (navele nu sunt în linia de bătaie)  
| Amiralitate     | Navă                                    | Tunuri | Echipaj | Căpitan                                                                                       |
| Rotterdam       | Brederode                               | 56     | 268     | Locotenentul-amiral Maarten Harpertszoon Tromp (1597-1653) căpitanul Egbert Meussen Kortenaer |
| Rotterdam       | Dolphijn                                | 32     | 116     | Paulus van den Kerckhoff                                                                      |
| Rotterdam       | Gelderland                              | 26     | 92      | Aert van Nes de Jonge Boer Jaep                                                               |
| Rotterdam       | Gorcum                                  | 30     | 112     | Willem Adriaenszoon Warmont                                                                   |
| Rotterdam       | Overijssel                              | 24     | 98      | Dirk Vijgh                                                                                    |
| Rotterdam       | Prinses Louise                          | 36     | 155     | Abel Roelants (Vader Abel)                                                                    |
| Rotterdam       | Roscam                                  | 24     | 95      | Corstiaen Eldertszoon                                                                         |
| Rotterdam       | Rotterdam                               | 30     | 110     | Locotenentul-comandor Pieter Verhaven                                                         |
| Rotterdam       | Sphera Mundi                            | 26     | 92      | Marinus de Clercq                                                                             |
| Rotterdam       | Utrecht                                 | 22     | 98      | Lendert Haexwant                                                                              |
| Rotterdam       | Vergulde Beer                           | 26     | 95      | Locotenentul-comandor Pieter Jacobsen                                                         |
| Rotterdam-dir   | Hollandia                               | 26     | 95      | Ruth Jacobszoon Buijs                                                                         |
| Rotterdam-dir   | Prins te Paard                          | 38     | 166     | Jacob Kleijdijck                                                                              |
| Rotterdam-dir   | Sint Pieter                             | 28     | 93      | Sijmon Corneliszon van der Meer                                                               |
| Rotterdam-VOC   | Nassau                                  | 32     | 124     | Jan Adriaenssen van der Werff                                                                 |
| Amsterdam       | Amsterdam                               | 30     | 120     | Paulus Egbertszoon Sonck                                                                      |
| Amsterdam       | Bommel                                  | 34     | 110     | Pieter van Brakel                                                                             |
| Amsterdam       | Brack                                   | 18     | 76      | Jan Admiraal                                                                                  |
| Amsterdam       | Campen                                  | 40     | 158     | Willem van der Zaan                                                                           |
| Amsterdam       | Dolphijn                                | 30     | 110     | Gerbrant Schatter                                                                             |
| Amsterdam       | Gelderland                              | 30     | 114     | Cornelis van Velsen † – sare în aer în prima zi                                               |
| Amsterdam       | Gouda                                   | 30     | 114     | Jan Egbertszoon Ooms                                                                          |
| Amsterdam       | Gouden Leeuw                            | 24     | 75      | Steven Cuijper                                                                                |
| Amsterdam       | Graaf Willem                            | 40     | 155     | Jan Gideonszoon Verburgh – scufundată a doua zi                                               |
| Amsterdam       | Groningen                               | 42     | 140     | comandor Gillis Thijssen Campen (1620-1665)                                                   |
| Amsterdam       | Hollandsche Tuin                        | 24     | 97      | Locotenent-comandor Joris Janszoon Block                                                      |
| Amsterdam       | Hoop                                    | 28     | 110     | Boëtius Schaeff †                                                                             |
| Amsterdam       | Jonas                                   | 26     | 90      | Joris de Caullerij                                                                            |
| Amsterdam       | Klein Zutphen                           | 26     | 120     | Hillebrant Jeroenszoon de Moij                                                                |
| Amsterdam       | Leeuwarden                              | 36     | 158     | Govert Reael                                                                                  |
| Amsterdam       | Leiden                                  | 30     | 107     | Hendrick Kroeger                                                                              |
| Amsterdam       | Omlandia                                | 32     | 109     | Maerten Schaeff                                                                               |
| Amsterdam       | Overijssel                              | 30     | 114     | Jan van Campen                                                                                |
| Amsterdam       | Phesant                                 | 32     | 120     | Jan Janszoon de Lapper                                                                        |
| Amsterdam       | Prins Willem                            | 30     | 106     | Jan Janszoon Boermans                                                                         |
| Amsterdam       | Prinses Aemilia                         | 28     | 107     | Locotenentul Jan Franszoon Smit - scufundată                                                  |
| Amsterdam       | Vrede                                   | 44     | 192     | Comandorul Gideon de Wildt (1624-1665)                                                        |
| Amsterdam       | Vrijheid                                | 50     | 190     | Vice-amiralul Witte Corneliszoon de With (1599-1658) căpitanul Abraham van der Hulst          |
| Amsterdam       | Westfriesland                           | 28     | 110     | Hendrick Huijskens                                                                            |
| Amsterdam       | Windhond                                | 18     | 80      | Dirk Pieterszoon Heertjes                                                                     |
| Amsterdam       | Zeelandia                               | 34     | 130     | Nicolaes Marrevelt                                                                            |
| Amsterdam-dir   | Blauwen Arent                           | 30     | 110     | Hendrick Claeszoon van Streeck                                                                |
| Amsterdam-dir   | Catharina                               | 28     | 110     | Jan Jacobszoon Kop - scufundată                                                               |
| Amsterdam-dir   | David en Goliat                         | 34     | 125     | Claes Bastiaenszoon van Jaersvelt                                                             |
| Amsterdam-dir   | Elias                                   | 34     | 107     | Frans Franssen Sluiter - capturată                                                            |
| Amsterdam-dir   | Engel Michiel                           | 28     | 110     | Frederick Bogaert                                                                             |
| Amsterdam-dir   | Faem                                    | 28     | 108     | Jacob Corneliszoon Swart                                                                      |
| Amsterdam-dir   | Gulden Pelicaen                         | 30     | 104     | Barent Timenszoon Soudaen - capturată                                                         |
| Amsterdam-dir   | Gulden Valck                            | 28     | 111     | Cornelis Janszoon Brouwer                                                                     |
| Amsterdam-dir   | Moor                                    | 34     | 108     | Adriaen Corneliszoon van Akersloot                                                            |
| Amsterdam-dir   | Moorinne                                | 28     | 107     | Cornelis Corneliszoon Jol                                                                     |
| Amsterdam-dir   | Nassouw van den Burgh                   | 34     | 125     | Locotenentul-comandor Hendrick Adriaenszoon Glas                                              |
| Amsterdam-dir   | Nieuw Gideon                            | 34     | 119     | Dirck Janssen Somer, locotenentul Ulrich de Jaeger                                            |
| Amsterdam-dir   | Roosenboom                              | 28     | 107     | Bartholomeus Rietbeeck - capturată                                                            |
| Amsterdam-dir   | Samson                                  | 28     | 110     | Cornelis Corneliszoon de Groot                                                                |
| Amsterdam-dir   | Sint Matheeus                           | 42     | 155     | Cornelis Laurenszoon Naeuoogh – capturată a doua zi                                           |
| Amsterdam-dir   | Sint Pieter                             | 28     | 109     | Gerrit Schuijt                                                                                |
| Amsterdam-dir   | Walvisch                                | 30     | 110     | Abraham Verleth                                                                               |
| Amsterdam-dir   | ?                                       | 30     | 120     | Bartold Simonssen                                                                             |
| Amsterdam-VOC   | Gerechtigheit                           | 36     | 165     | Evert Pieterszoon Swart                                                                       |
| Amsterdam-VOC   | Huijs van Nassau                        | 34     | 112     | Jan Pieterszoon van Strijp                                                                    |
| Amsterdam-VOC   | Mercurius                               | 36     | 100     | Pieter de Bitter                                                                              |
| Noorderkwartier | Hoorn                                   | 32     | 120     | Claes Aldertszoon                                                                             |
| Noorderkwartier | Kasteel van Medemblick                  | 28     | 106     | Adriaen Dirckszoon Houtthuijn                                                                 |
| Noorderkwartier | Monnikendam                             | 36     | 155     | Contra-amiralul Pieter Florissen Bloem (c1600-1658)                                           |
| Noorderkwartier | Peereboom                               | 24     | 91      | Thijs Timonssen Peereboom                                                                     |
| Noorderkwartier | Prins Maurits                           | 32     | 97      | Cornelis Pieterszoon Taenman                                                                  |
| Noorderkwartier | Profeet Samuel                          | 30     | 100     | Reijnst Corneliszoon Sevenhuijsen                                                             |
| Noorderkwartier | Stad Medemblick                         | 30     | 108     | Pieter Schellinger – capturată și arsă a doua zi                                              |
| Noorderkwartier | Tobias                                  | 30     | 110     | Locotenentul-comandor Roelof Thijssen                                                         |
| Noorderkwartier | Wapen van Enkhuizen                     | 34     | 100     | Gerrit Femssen                                                                                |
| Noorderkwartier | Wapen van Monnikendam                   | 28     | 106     | Arent Dirckszoon                                                                              |
| Edam-dir        | Vergulde Halve Maen                     | 32     | 95      | Hendrick Pieterssen – capturată a doua zi                                                     |
| Enkhuizen-dir   | Vergulde Zon (sau Schellinghout)        | 28     | 115     | Jacob Claeszoon Duijm – capturată a doua zi                                                   |
| Hoorn-dir       | Samson                                  | 30     | 109     | Locotenentul-comandor Jacob Albertssen Sonck                                                  |
| Hoorn-VOC       | Sint Willeboort                         | 27     | 111     | Edick Jacobssen                                                                               |
| Monnikendam-dir | Swarte Beer                             | 32     | 95      | Jan Corneliszoon Olij                                                                         |
| Zeeland         | Amsterdam                               | 32     | 116     | Adriaen Nicolaeszoon Kempen                                                                   |
| Zeeland         | Eendracht                               | 18     | 90      | Lambert Bartelszoon                                                                           |
| Zeeland         | Goes                                    | 26     | 97      | Cornelis Cuijper                                                                              |
| Zeeland         | Haes                                    | 20     | 97      | Jan van Housen                                                                                |
| Zeeland         | Hollandia                               | 38     | 160     | Vice-amiralul Johan Evertsen (1600-1666) căpitanul Adriaen van Trappen Banckert               |
| Zeeland         | Liefde                                  | 26     | 100     | Jan Matthijssen                                                                               |
| Zeeland         | Liefde                                  | 23     | 93      | Dingeman Cats                                                                                 |
| Zeeland         | Milde Maerten                           | 26     | 110     | Claes Janssen Sanger                                                                          |
| Zeeland         | Neptunus                                | 28     | 130     | Adriaen Janszoon den Gloyenden Oven - scufundată                                              |
| Zeeland         | Sandenburg                              | 24     | 100     | Pieter Gorcum                                                                                 |
| Zeeland         | Sint Joris                              | 23     | 100     | Jacob Wolphertssen                                                                            |
| Zeeland         | West Cappelle                           | 29     | 95      | Cornelis Evertsen de Jonge                                                                    |
| Zeeland         | Zeeridder                               | 28     | 114     | Gillis Janszoon                                                                               |
| Zeeland         | Zeeuwsche Leeuw (sau Wapen van Zeeland) | 28     | 127     | Comandorul Cornelis Evertsen cel Bătrân (1610-1666)                                           |
| Middelburg-dir  | Gekroonde Liefde                        | 36     | 142     | Marcus Hartman                                                                                |
| Middelburg-dir  | Gouden Leeuw                            | 30     | 120     | Jacob Adriaenszoon Pensen                                                                     |
| Middelburg-dir  | Gouden Leeuwinne                        | 30     | 110     | Adriaen Vermeulen                                                                             |
| Middelburg-VOC  | Swarte Bul                              | 36     | 104     | Willem Volckertszoon                                                                          |
| Veere-dir       | Wapen van der Veere                     | 37     | 116     | Jan Olivierszoon                                                                              |
| Vlissingen-dir  | Haes                                    | 30     | 120     | Bastiaen Centsen                                                                              |
| Vlissingen-dir  | Swarte Arent                            | 30     | 100     | Teunis Post                                                                                   |
| Vlissingen-dir  | Witte Lam                               | 40     | 168     | Comandorul Michiel Adriaenszoon de Ruyter (1607-1676) căpitanul Jan Thijssen Matheeus         |
| Friesland       | Graaf Willem (sau Prins Willem)         | 26     | 85      | Jan Coenders van Harlingen                                                                    |
| Friesland       | Postpaert                               | 30     | 106     | Isaac Codde                                                                                   |
| Friesland       | Stad Groeningen en Ommelanden           | 38     | 110     | Joost Bulter † - capturată                                                                    |
| Friesland       | Westergo                                | 28     | 110     | Locotenentul-comandor Tijmen Claessen - capturată                                             |
| Harlingen-dir   | Sint Vincent                            | 28     | 110     | Adriaen Heeres Kleijntje                                                                      |
| Zeeland         | Eendracht                               | 24     | 85      | Andries Fortuijn – se alătură flotei în timpul luptei                                         |
| Zeeland         | Nieuw Vlissingen                        | 34     | 134     | Jan Pouwelszoon – se alătură flotei în timpul luptei                                          |
| Rotterdam       | Haij                                    | 6      | 14      | Teunis Willemssen van der Heijden (iaht)                                                      |
| Rotterdam       | Coninck David                           | 2      | 14      | Jacob Arentszoon (navă incendiară) - consumată                                                |
| Rotterdam       | Orangieboom                             | 2      | 13      | Dirk Janssen Stroo (navă incendiară) - abandonată și capturată                                |
| Noorderkwartier | Vale Haen                               | ?      | 11      | Pieter Maesrzoon Robol (navă incendiară)                                                      |
| Zeeland         | Hammetje                                | ?      | 15      | Abraham Goons (navă incendiară)                                                               |
| Zeeland         | Liefde                                  | ?      | 14      | Jan Vinckaert (navă incendiară)                                                               |
| Zeeland         | Oostende                                | ?      | 14      | Jan Dieman (navă incendiară)                                                                  |
| Zeeland         | Vercken                                 | ?      | 15      | Hendrick Boudewijnse (navă incendiară)                                                        |
| Zeeland         | Zeeuwsche Jaeger                        | 14     | 54      | Laurens Crijnszoon (iaht pe post de navă incendiară) - capturată                              |